# زیبیدو سان جاکومو
زیبیدو سان جاکومو (به ایتالیایی: Zibido San Giacomo) یک کومونه در ایتالیا است که در استان میلان واقع شده‌است. زیبیدو سان جاکومو ۲۴٫۶۰ کیلومتر مربع مساحت و ۶٬۷۳۴ نفر جمعیت دارد و ۱۱۱ متر بالاتر از سطح دریا واقع شده‌است.

## خواهرخوانده
شهر Villecresnes خواهرخواندهٔ زیبیدو سان جاکومو هست.